# Meniscomorpha castroi
Meniscomorpha castroi là một loài tò vò trong họ Ichneumonidae.